# Archetyp hudebního nástroje
Archetyp hudebního nástroje je v organologii nejjednodušší myslitelný či potvrzený vývojový předchůdce určité třídy, skupiny nebo samostatného typu hudebních nástrojů.
- Třída – Archetypem idiofonů jsou tlučky bilma Austrálců.
- Samostatný typ – flétny - archetyp fléten je flétna mobeke Pygmejů Aka